# Friedrich Meinecke (sculpteur)

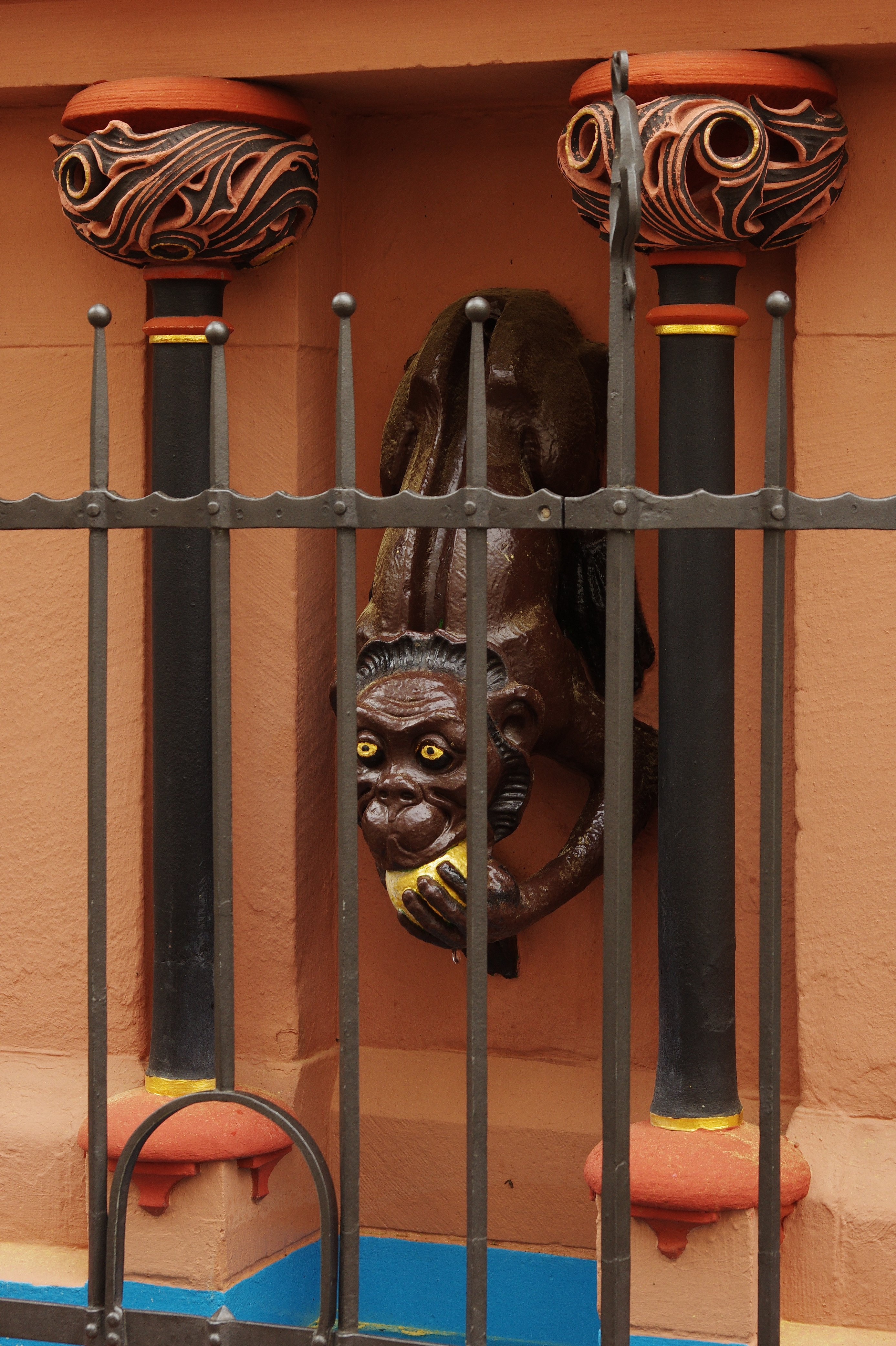
Fontaine du singe

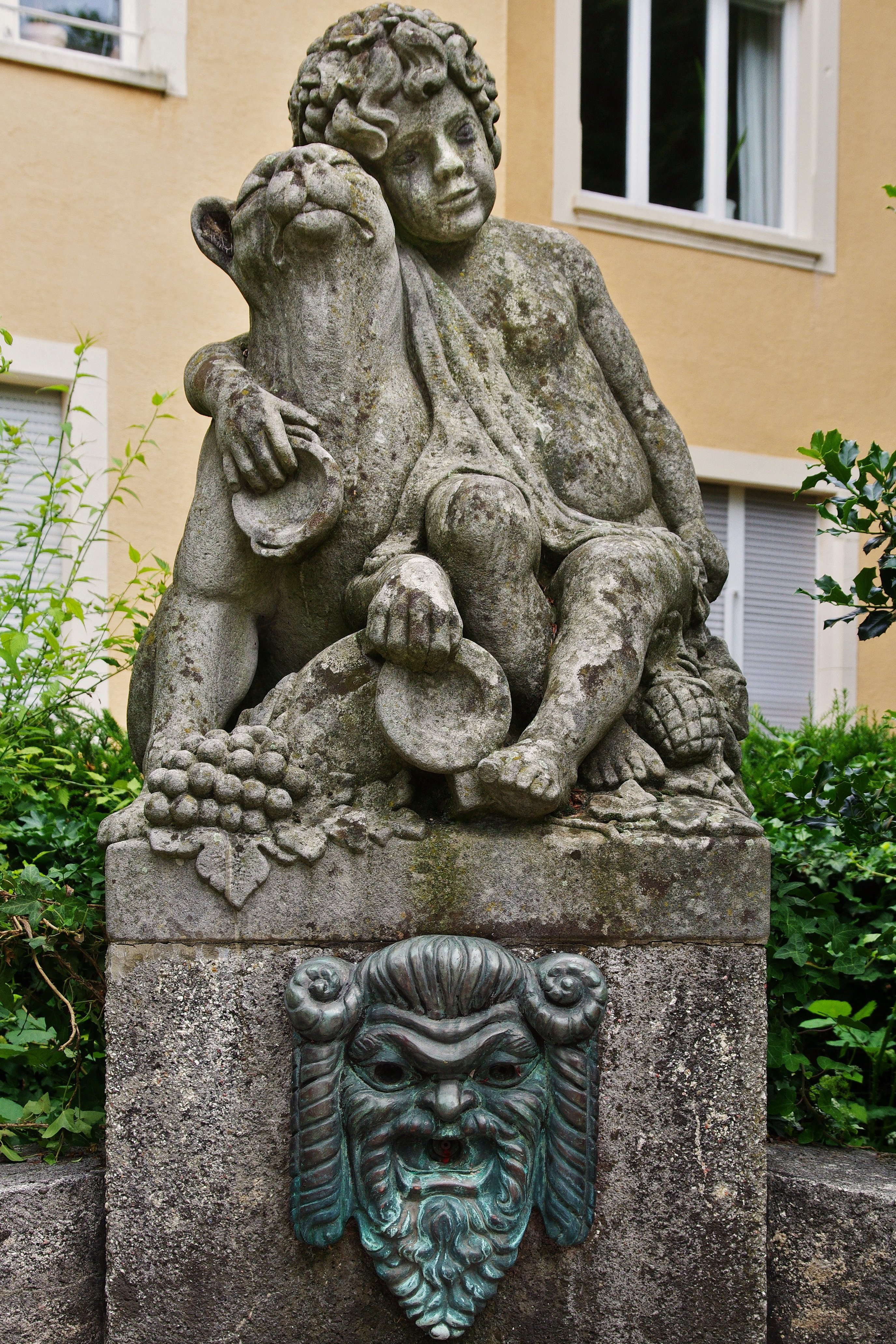
Fontaine de Bacchus

Friedrich Meinecke est né le 20 mai 1873 à Winsen sur Luhe. Il a travaillé comme sculpteur à Fribourg-en-Brisgau, où il est mort le 25 juillet 1913.

## Groupe Gutenberg
Le Groupe Gutenberg, qui date d'environ 1905, à la façade du bâtiment de l'ancien journal Freiburger Zeitung est l'une des premières œuvres de Friedrich Meinecke encore conservées aujourd'hui.

## Fontaine du singe
La fontaine du singe est une fontaine sur le mur extérieur d'une banque dans la vieille ville qui a été construite en 1905 pour remplacer une fontaine plus vieille de fonte à la même place. La banque a construit la fontaine avec le soutien financier de la ville comme une fontaine pour l'approvisionnement en eau public. La sculpture de Friedrich Meinecke montre un singe mordant dans une pomme. L'eau coule de la bouche du singe dans un bassin semi-circulaire et, de là, dans l'un des ruisselets de Fribourg. Au sens figuré, le singe semble symboliser un homme qui doit mordre dans la pomme aigre (comme on dit en allemand pour être obligé de faire quelque chose de désagréable) et payer les dettes d'un autre après avoir donné caution imprudentement.

## Fontaine de Bacchus
La fontaine de Bacchus dans le faubourg Herdern date de 1909. La sculpture de l'enfant sur cette fontaine, créé avec grès et pierre artificielle, a également été interprétée comme Silène avec le lion.

## Référence
1. 1 2  Michael Klant: Vergessene Bildhauer En: Skulptur in Freiburg, vol. 2: Kunst des 19. Jahrhunderts im öffentlichen Raum. Éditions Modo, Fribourg 2000,  (ISBN 3-922675-77-8), p. 164–172, en particulier p. 172
2. ↑  Plan des eaux de Fribourg: La fontaine du singe
3. ↑  Rosemarie Beck, Roland Meinig: Brunnen in Freiburg, Éditions Rombach, Fribourg 1991,  (ISBN 3-7930-0550-X), p. 96